# Oerbke

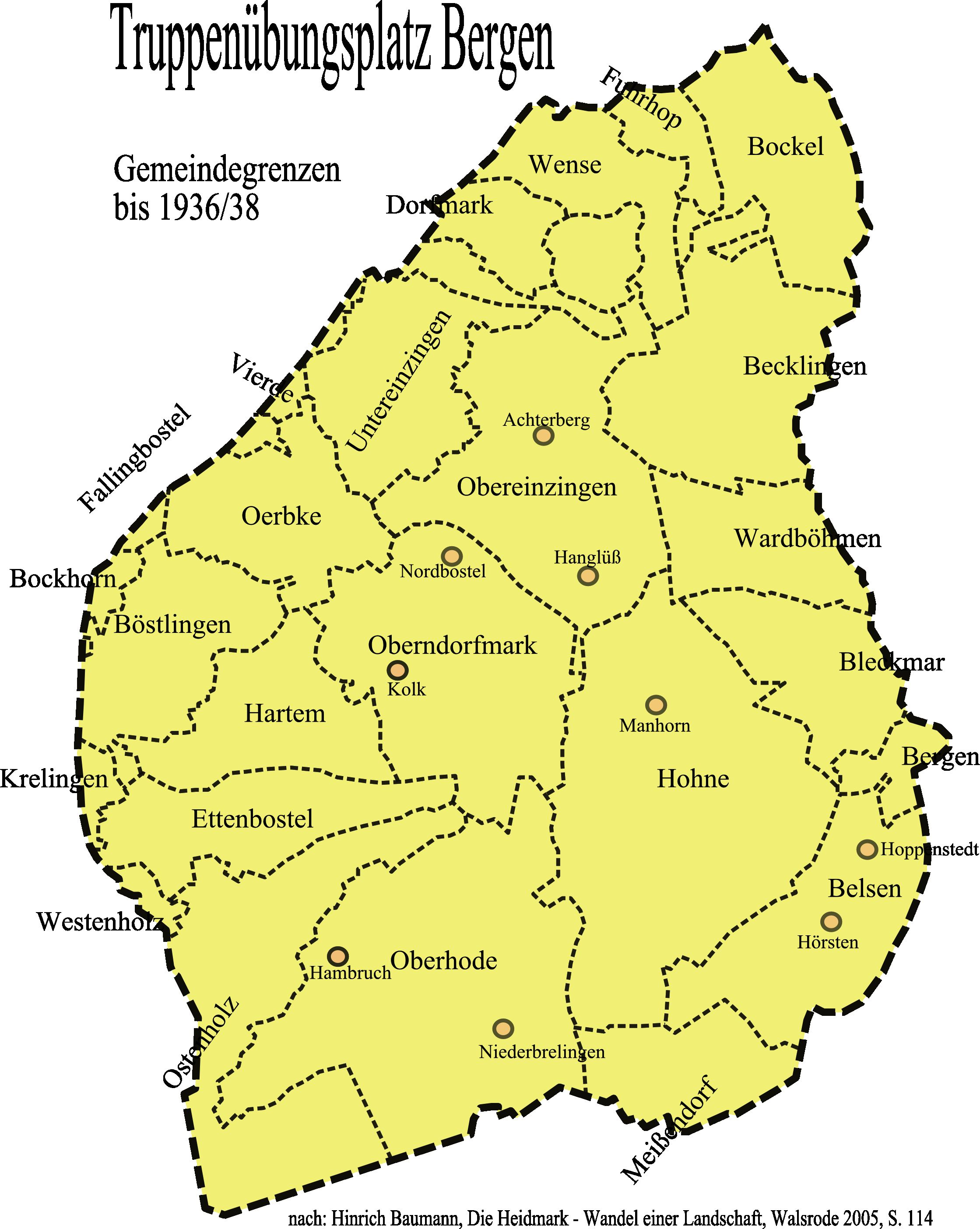
Oerbke liegt am westlichen Rand des 1936/38 angelegten Truppenübungsplatzes Bergen

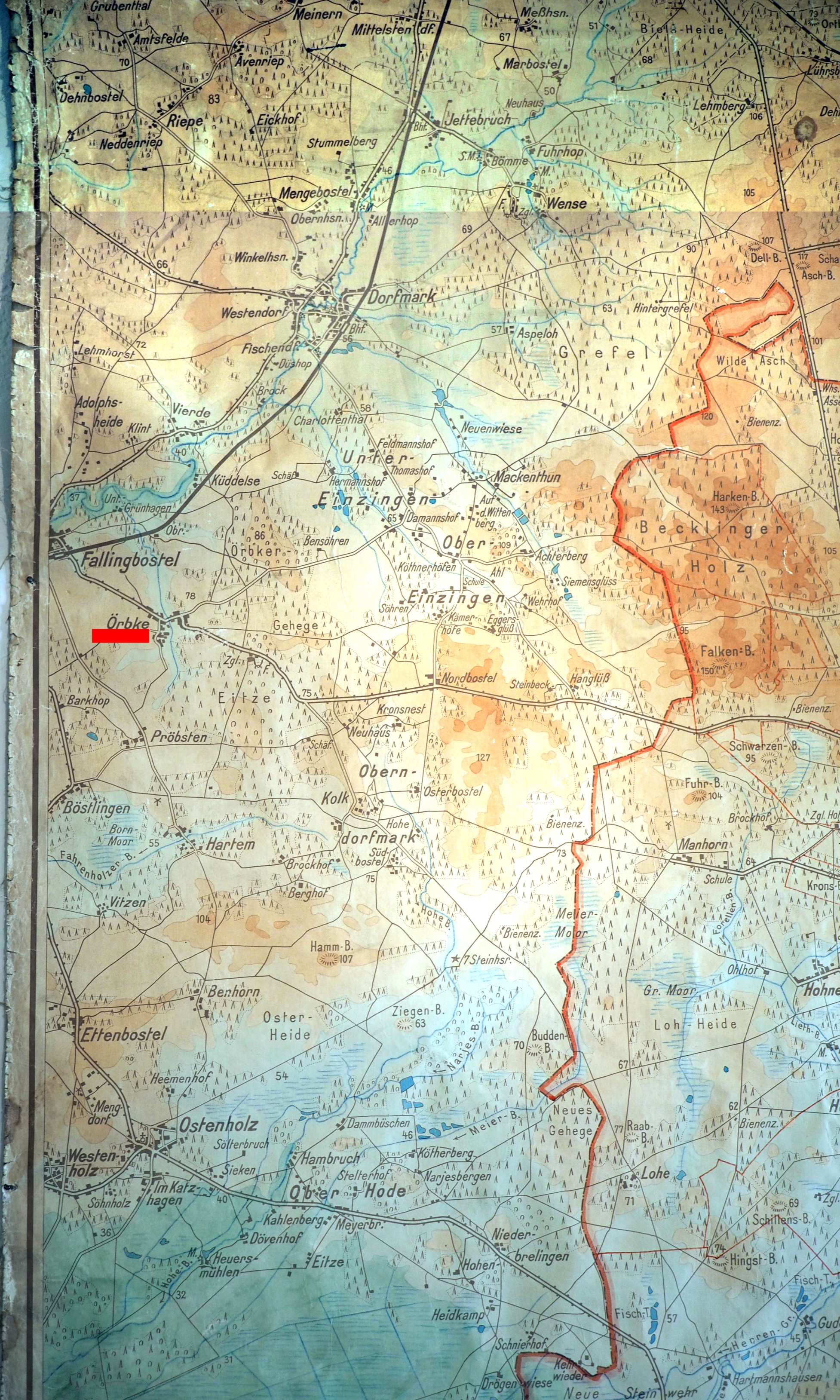
Historische Karte der Ostheidmark

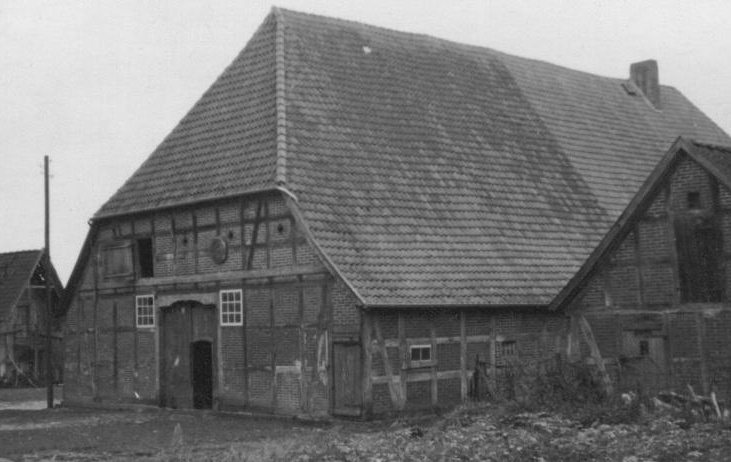
Der Oelfkenhof in Oerbke

Oerbke ist ein Dorf im gemeindefreien Bezirk Osterheide, das zum Landkreis Heidekreis in der südlichen Lüneburger Heide in Niedersachsen gehört.

## Geografie
In Oerbke ist der Verwaltungssitz des gemeindefreien Bezirks Osterheide. Es liegt an der Westgrenze des Gebietes mit der Stadt Bad Fallingbostel und ist von jener nur durch die A7 getrennt, die über eine längere Strecke die westliche Begrenzung der Osterheide bildet.

## Geschichte
Das Bauerndorf Oerbke wird 1256 erstmals urkundlich erwähnt, bereits 1438 sind 8 Höfe in Oerbke nachweisbar, ebenso 4 Kotstellen. Die Höfe und Koten sind auch später nach den Registern 1563, 1589 und 1628 nachweisbar. So zeigt sich in Oerbke, wohl infolge des guten Bodens, große Beständigkeit auf den Höfen und Koten. Bis 1935 war das Dorf seit Jahrhunderten rein landwirtschaftlich geprägt.

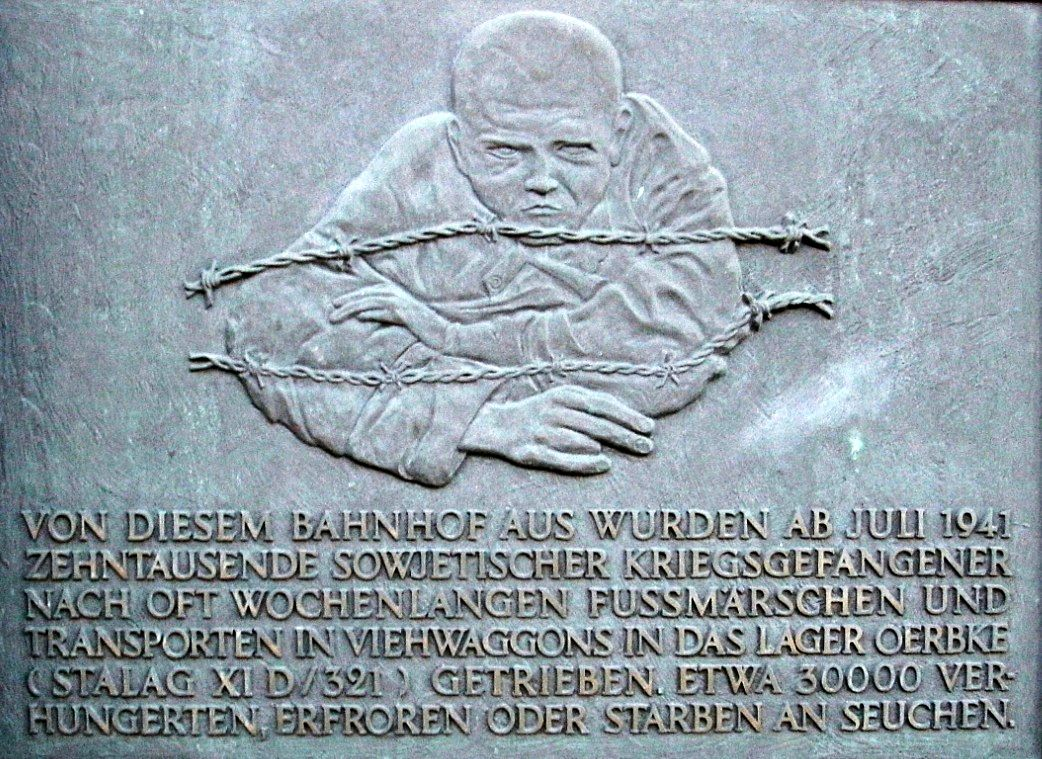
Am Bahnhof von Bad Fallingbostel erinnert eine Gedenkplatte an die Transporte von Kriegsgefangenen nach Oerbke

In der Zeit des Nationalsozialismus wurde von der deutschen Wehrmacht in Oerbke ein Kriegsgefangenenlager, das Stammlager Stalag XI B (357) Fallingbostel angelegt, und später 1941 in unmittelbarer Nachbarschaft das Stalag XI D (321) Oerbke, in dem bis zu 30.000 Soldaten der Roten Armee untergebracht waren.

„Als die ersten Wellen der polnischen Gefangenen heranrollten, wurden auf einer 18 ha großen Fläche des Bauarbeiterlagers Oerbke ab dem 23. September 1939 32 Holzbaracken für das Kriegsgefangenenstammlager ‚Stalag‘ XI B Fallingbostel in Oerbke errichtet.“

Im Stalag XI B waren im Dezember 1944 81.780 Gefangene – hauptsächlich aus der Sowjetunion – untergebracht. In der Umgebung gab es mehrere Gefangenenlager für die Arbeitskommandos. Zahlreiche Zeitzeugen berichten von menschlichen Beziehungen, die sich auch nach dem Ende des Krieges 1945 erhielten. Es gab auch „Organisierte Widerstandsbewegungen“, wie Baumann belegt (S. 297–303).
Der Amerikaner Richard Burt erinnert sich an einen „Todesmarsch“, der am 6. Februar 1945 im Stalag Luft IV in Groß Tychow in Polen begann und nach 86 Tagen in Oerbke endete.

„Unsere Hoffnung, im Stalag XI B bleiben zu können, war nur von kurzer Dauer. … Wir verließen das Lager eine Woche später, am 14. April 1945.“

Der Todesmarsch von Oerbke folgte demselben Ziel wie mehrere Märsche an die Ostsee.
Am 16. April 1945 wurde das Stalag XI B mit 13.375 Gefangenen aus zehn Nationen durch britische Truppen befreit.
Der ukrainische Bildhauer und Professor Mykola Muchin-Koloda schuf 1945 hierfür im sowjetischen Auftrag das Mahnmal mit der Figur eines Sterbenden.
Nach 1945 wurde das Lager Oerbke von den britischen Streitkräften zunächst als Internierungs- und Vertriebenenlager, später als Ostsiedlung Oerbke für die Streitkräfte auf dem Truppenübungsplatz Bergen genutzt.
Die Lieth-Schule in Bad Fallingbostel veranstaltete im November 2012 einen „Weg des Erinnerns“ von der Rampe des Güterbahnhofes in Bad Fallingbostel zum ehemaligen Stalag.
Nach dem Abzug der britischen Streitkräfte aus dem Camp Oerbke im Jahr 2015, wurde von 2015 bis 2023 ein Teil der Kasernen als Notunterkunft und Ankunftszentrum für Geflüchtete genutzt. Am 12. September 2015 trafen die ersten 200 Flüchtlinge in der neuen Notunterkunft in Oerbke ein. Insgesamt wurden im Zeitraum von März 2016 bis November 2023 nach Angaben der Landesaufnahmebehörde Niedersachsen 61.800 Menschen im Ankunftszentrum Bad Fallingbostel-Oerbke untergebracht. Seit 2024 wird das Camp Oerbke von der Bundeswehr genutzt.

## Politik
Das gemeindefreie Dorf Oerbke gehört zum gemeindefreien Bezirk Osterheide. Die bewohnten Gebiete dieses Bezirks werden durch gewählte Einwohnervertreter gegenüber dem Gebietseigentümer, hier der Bund, vertreten.
Vorsitzender der Einwohnervertretung ist Seeben Arjes.

## Kultur und Sehenswürdigkeiten
- Friedhof der Namenlosen, eine Kriegsgräberstätte, in der rund 30.000 sowjetische Kriegsgefangene des Zweiten Weltkriegs in Massengräbern begraben wurden.
- Mahnmal „Tor zur Freiheit“ an der Fallingbosteler Straße zum Gedenken an die Kriegsgefangenen aus 13 Nationen, die hier zwischen 1939 und 1945 gefangen waren. Mehr als 30.000 von ihnen starben hier.[17]

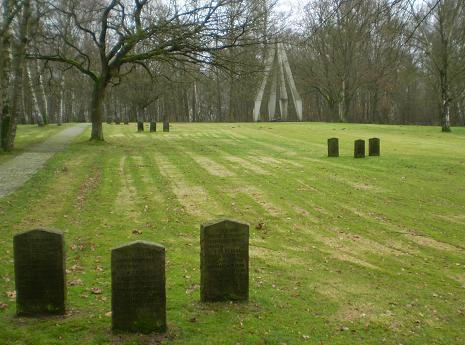
Friedhof der Namenlosen
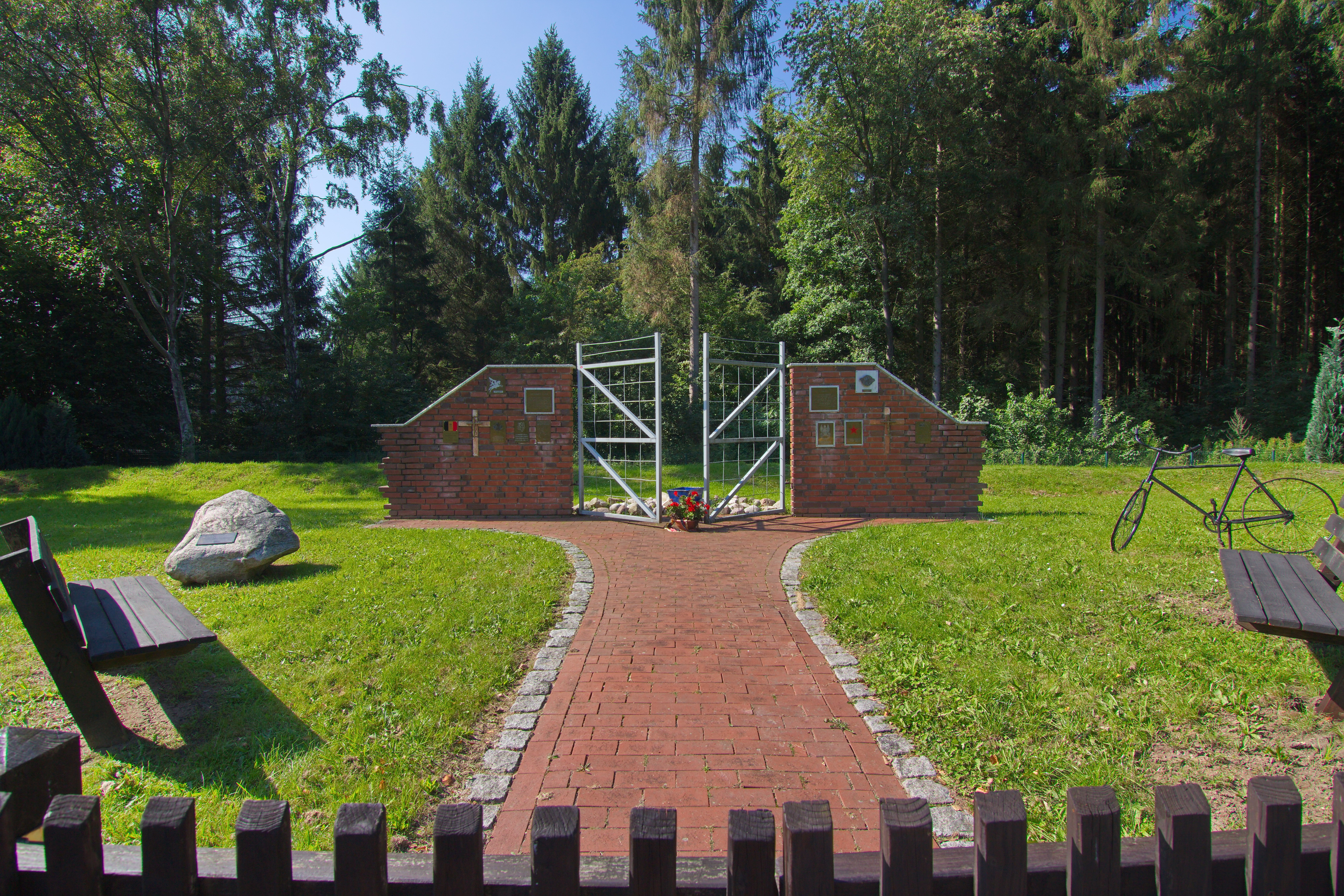
Mahnmal „Tor zur Freiheit“
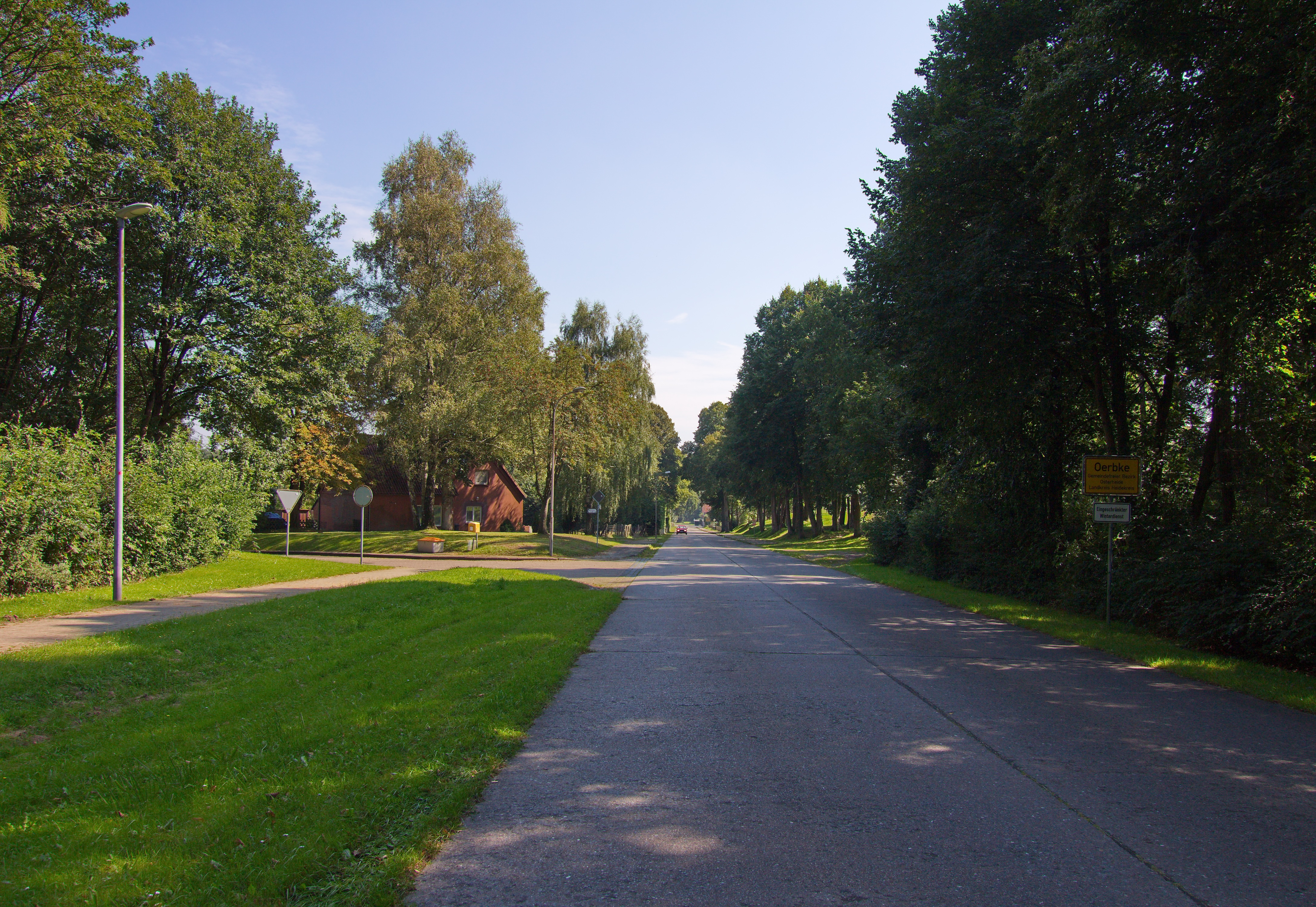
Ortsblick
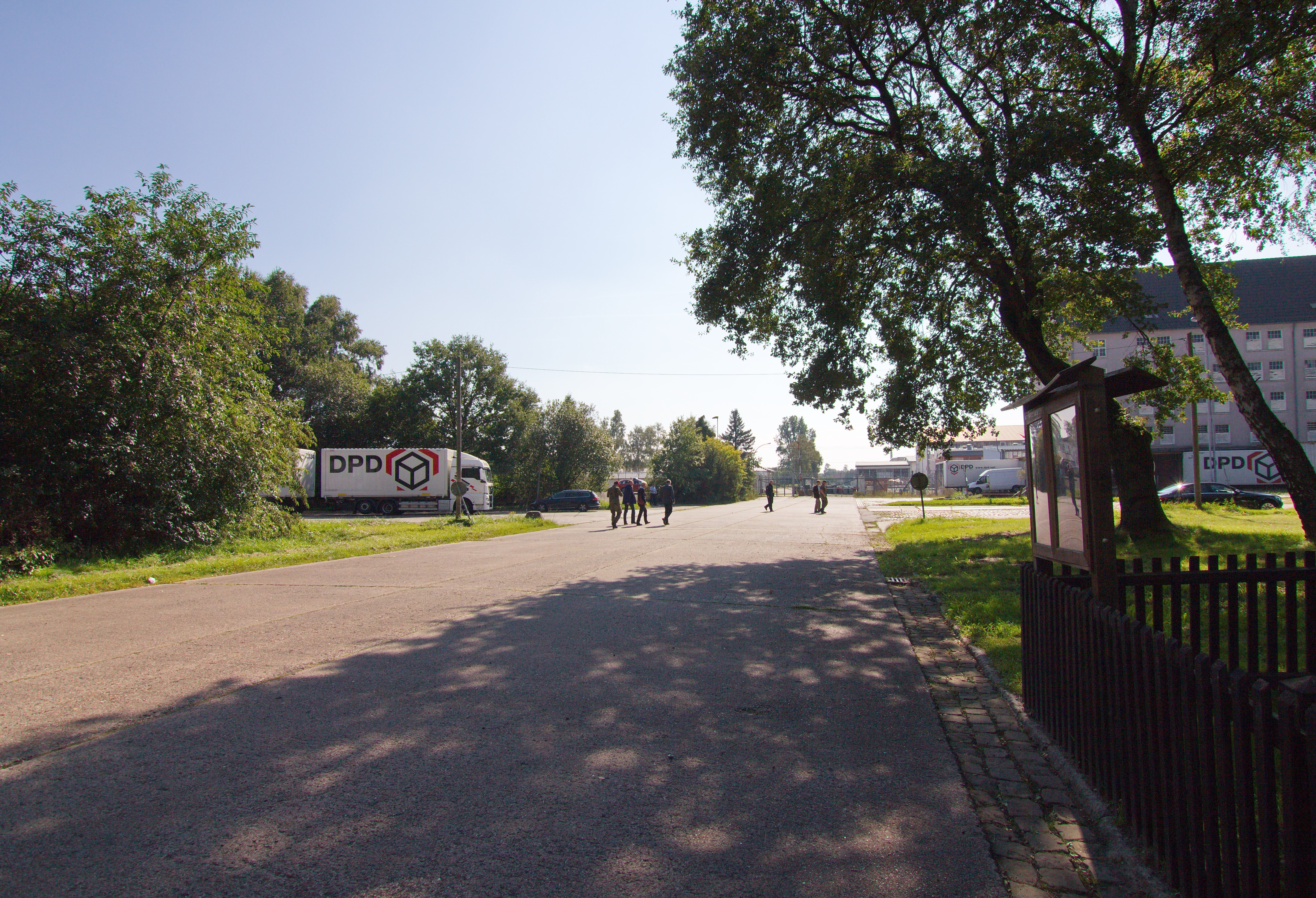
Planungstreff zur Notunterkunft in Oerbke

### Baudenkmale
Siehe auch Liste der Baudenkmale in Oerbke